# اللمبي (فلم)
اللمبي فيلم كوميدي مصري عرض عام 2002، بطولة الفنان الكوميدى محمد سعد وحسن حسني وحلا شيحة وعبلة كامل. وهو أول فيلم يخرجه وائل إحسان.
وفيلم اللمبي يعتبر علامه فارقه في تاريخ السينما المصرية من حيث أنه أثر على نوعية الافلام المطلوبة في السوق وأظهر أن الافلام التي تنتمي إلى النوع الشعبي هي الافلام المطلوبة وبكثافة، وقد حقق فيلم أعلى الإيرادات لدرجه اذهلت المنتجين فقد تفوق محمد سعد على عادل إمام وقد وصل اجر محمد لحوالي 6 ملايين جنيه وهو رقم عالي بل أن فيلم اللمبي كان أول جزء لما وراءه.
وظهرت شخصية اللمبي في أربعة أفلام: الناظر صلاح الدين، اللمبي، واللي بالي بالك، اللمبي 8 جيجا
وقد تعرض الفيلم للكثير من الانتقادات الحادة من قبل النقاد لسوء وضعف قصة الفيلم والسيناريو وذلك لأنه يكاد يخلو من فكرة رئيسه، ومع ذلك تم بعد ذلك إنتاج جزء ثاني للفيلم باسم: اللي بالي بالك وقد ركز القائمين على إنتاج هذا الفيلم على عدم الوقوع بنفس الخطأ السابق، وان يتمحور الفيلم حول فكرة وقصه رئيسه.

## ظهور شخصية اللمبي
كانت البداية الحقيقية لفكرة «فيلم اللمبي» بالدور الذي أداه محمد سعد بفيلم الناظر مع الراحل علاء ولي الدين، وذلك عندما ظهر محمد بأنه فتى متشرد يتقن أساليب «البلطجه» وكان اسمه اللمبي، وكان دوره كوميدي بالفيلم. بعد ذلك اقتبس منتجين فيلم اللمبي شخصية اللمبي الذي ظهر فيها بفيلم الناظر وتم إنتاج الفيلم.
من وجهة نظر أخرى نرى أن الفيلم كان بداية لسلسلة أفلام تنتقد بصورة رمزية ولاذعة بعض الأوضاع والظواهر السلبية في العالم المعاصر عامة والمجتمع المصري خاصة، بعضها يتعلق بالمجتمع والآخر يتعلق بالنظام العام. وكل هذا في إطار رمزي وكوميديا هزلي لا يمكن مآخذة أي من المشتركين فيه من جهة، ويمكن إيصاله للعامة بصورة خفيفة من جهة أخرى.

## أحداث الفيلم
تبدأ أحداث الفيلم برغبة هذا الشاب في الارتباط من فتاة إلا أن البطالة تحول دونها. وهنا تظهر لوالدته «فرنسا» فكرة مشروع استثماري بأن تنقل نشاطها المتمثل بتأجير الدراجات لأطفال الحي إلى مدينة سياحية لتتوسع وتقوم بتأجير الدراجات للسياح، وبهذا تكون قد زادت من دخلها وأيضا وفرت فرصة عمل لولدها. وعندما تبدأ ثمرة المشروع في الظهور، وتبدأ فرنسا وولدها اللمبي في جني الأرباح، تقوم شرطة السياحة بمصادرة جميع الدراجات وفرض غرامة. وهنا نرى أول نقد شديد موجه للحكومة في صورة عدم حماية المشاريع الصغيرة من أصحاب المصالح العليا (الفندق السياحي) ومساندتها بالتقنين والتوسيع والإرشاد، بل هدمت المشروع من أساسه لتضمن ألا تقوم له قائمة. وتعود الأم بدون عمل وحال أسوأ من التي تركتها بعد مصادرة رأس مالها، ويعود اللمبي لنقطة الصفر من جديد.
و هنا تظهر بارقة أمل جديدة متمثلة في نشاط والد اللمبي المتوفى وهو بيع سندوتشات الكبدة، فيقوم بإعادة تشغيل عربة الكبدة التي كان والده يعمل عليها. وفعلا تبدأ الحال في التغير للأحسن، إلا أن شرطة المرافق تقوم بتدمير العربة ومصادرة العديد من الأنشطة الموازية لها، ليقع اللمبي في مأزق تسديد دين قديم بدون أي مصدر دخل معروف. وهنا نرى اللمبي لأول مرة بوجه البلطجي الذي يشهر السلاح في وجه الرجل الذي رفع عليه دعوى قضائية لرد الدين. وهذا نقد لاذع آخر للحكومة، فبعد أن وجد اللمبي لنفسه مصدر دخل بعيد عن الوظائف التي لا يستطيع أن يتأهل لها، لم تكتف بالتخاذل عن مساعدته بل ومنعه من أداء هذه الوظيفة، بل أثقلته بالدين، وصارت تهديدا له بتنفيذ حكم السجن. ولا يخلو الفيلم من بعض المواقف المتفرقة التي تنتقد بعض الظواهر مثل معاملة رجال الشرطة لرجل الشارع، فعندما يوقفه رجل شرطة ويعلم أنه أبله فبدلا من مساندته بأي شكل من أشكال المعونة، يقوم بإهانته وضربه وتمزيق تحقيق الشخصية الوحيد الذي يمتلكه، ويطرده من الطريق ويأمره بعدم المرور منه مرة أخرى.
ينتهي الفيلم بأن ينقذ المجتمع الشعبي اللمبي بما يقدمه من مساعدات متمثلة في نقوط الفرح وهي ليست إلا رد لديون سابقة لما قدمه الوالد المتوفى لهم قبل ذلك. وهو نقد شديد آخر ولكن هذه المرة تجاه المجتمع، والذي بيده إنقاذ أفراده الذين يكونونه ابتداء، وهو مدين لهم بصورة أو بأخرى. وآخر نقد وجهه الفيلم كان للجمهور من خلال حديث الراقصة، والتي اضطرت لتحول رقصها الإيقاعي الرمزي لـرقص شرقي يناسب ذوق العامة (من السكرانين على حد تعبيرها)، وهو إشارة لتحويل قصة الفيلم لهذه الصورة الهزلية لتتناسب مع جمهور السينما الحالي.

## طاقم التمثيل
- محمد سعد بدور اللمبي
- حسن حسني بدور عم بخ
- حلا شيحة بدور نوسة
- عبلة كامل بدور فرنسا
- حجاج عبد العظيم بدور حمودة
- نشوى مصطفى بدور راقصة الاستعراض
- لطفي لبيب بدور تمّام

## فريق العمل
- إخراج: وائل إحسان
- تأليف: أحمد عبد الله
- السبكي فيلم للإنتاج السينمائي
- احمد السبكي
- يقدم
- سبكي)
- توزيع: أوسكار، النصر
- مونتاج: عادل منير
- موسيقى: حسين الإمام
- مدير التصوير: محسن نصر

## وصلات خارجية
- مقالات تستعمل روابط فنية بلا صلة مع ويكي بيانات
- صفحة الفيلم على موقع السينما